# Huh Mi-mi
Huh Mi-mi (19 de dezembro de 2002) é uma judoca sul-coreana. Foi medalhista de prata nos Jogos Olímpicos de Verão de 2024, em Paris.